# Davidisch-salomonisches Großreich

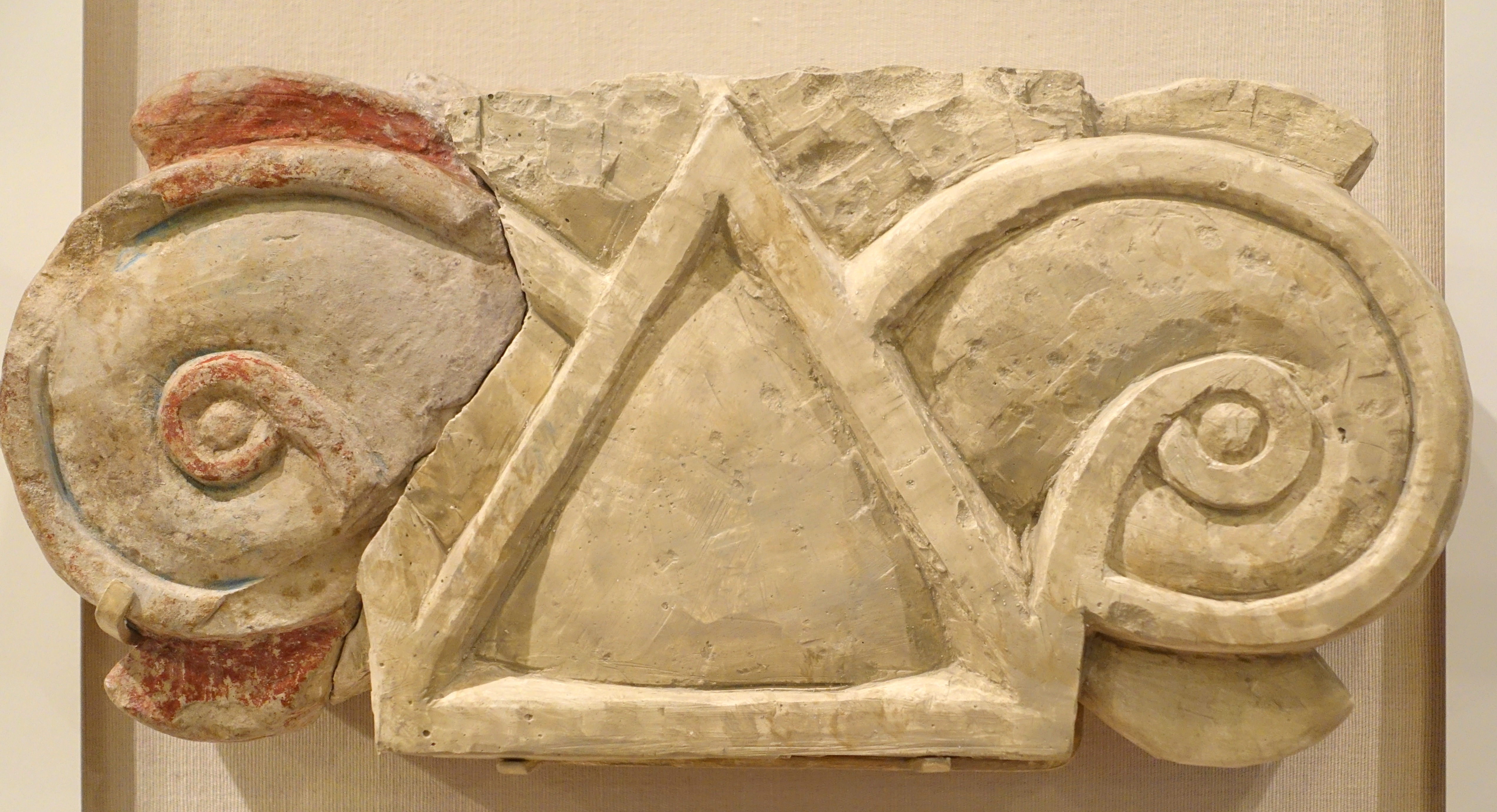
Volutenkapitell aus der alten Stadt Megiddo im nördlichen Israel (Eisen-IIA-Zeit); die Palastarchitektur in Megiddo ist nach der High Chronology in die Zeit Salomos zu datieren und vermittelt einen Eindruck von Palastbauten in Jerusalem (Museum des Oriental Institute der University of Chicago)

Davidisch-salomonisches Großreich bezeichnet nach einer Hypothese der Bibelwissenschaft einen Staat im östlichen Mittelmeerraum in der Zeit des 10. Jahrhunderts v. Chr., im englischen Sprachraum United Monarchy genannt.
Die deutschen evangelischen Theologen Albrecht Alt (1883–1956) und Martin Noth (1902–1968) und ihre Schüler fanden in den Samuel- und Königsbüchern der Bibel Informationen, die sie für historisch zuverlässig hielten, und schlossen daraus auf die geschichtlichen Abläufe. Es ergab sich für sie, dass Jerusalem im 10. Jahrhundert v. Chr. das Verwaltungszentrum eines großen Staates sowie um 1000 v. Chr. ein Ort kultureller Blüte gewesen sei. Gerhard von Rad (1901–1971) prägte für das kulturelle Leben am Hof Salomos die Formulierung „Salomonische Aufklärung“ und nahm an, dass Teile des Alten Testaments in diesem Umfeld verfasst wurden.
Als geschichtliche Eckdaten werden die Einnahme Jerusalems durch König David sowie die Reichsteilung nach dem Tod seines Sohnes und Nachfolgers Salomo angesehen; beide Herrscher waren zur Zeit von Scheschonqs erstem Palästinafeldzug im Jahre 926 v. Chr. bereits verstorben. Genauere Angaben sind nicht möglich, da die Regierungszeiten Davids und Salomos in der Bibel mit je 40 Jahren angegeben werden, einer symbolischen Zahl (sie entspricht einer Generation).
Die neuere Forschung hält die Existenz eines davidisch-salomonischen Großreichs weitgehend für eine literarische Erfindung (Fiktion). Biblische Archäologen, die daran weiterhin festhalten, werden als „Maximalisten“ bezeichnet. Viele neuere Fachleute verstehen sich als „Minimalisten“: Aus ihrer Sicht waren David und Salomo zwar historische Personen und Herrscher, hatten aber nur regionale Bedeutung. Einige Fachleute („Nihilisten“ oder „Revisionisten“) bezweifeln grundsätzlich, dass die Bibel historisch belastbare Informationen über die Zeit vor dem Babylonischen Exil (580 bis 536 v. Chr.) enthält.

## Hypothese Großreich
Der Begriff Davidisch-salomonisches Großreich bezeichnet ein Geschichtsbild, das zwar aus einer Kombination von Bibeltexten gewonnen wurde, aber keine Nacherzählung der Bibel darstellt. Es hatte in der alttestamentlichen Wissenschaft seit Mitte des 20. Jahrhunderts bis in die 1990er Jahre Gültigkeit, verlor seitdem jedoch an Zustimmung. Aus ihm ging folgende Rekonstruktion der israelitischen Geschichte hervor:

### Entstehung des Reiches
Die verbündeten israelitischen Stämme wurden im späten 11. Jahrhundert v. Chr. von charismatischen Persönlichkeiten für jeweils kurze Zeiträume geleitet, die in der biblischen Überlieferung zum Teil als „Richter“ benannt werden. Das war eine politisch-militärische Schwäche gegenüber benachbarten Völkern, die über ein zentrales Königtum verfügten. Zugleich dürfte das Königtum der Nachbarvölker aber auch als Vorbild gedient haben, nach dem sich die Königsidee auch bei den Hebräern durchsetzte. Erste Hinweise, dass die Königswürde einzelnen Anführern angeboten wurde, finden sich in den biblischen Richter-Erzählungen. Zunächst waren die Hebräer aber in Sippen und Stämmen organisiert, konnten als Streitmacht lediglich auf milizartige, an Waffen wenig geübte Sippenaufgebote zurückgreifen und in ihrem Siedlungsgebiet in Kanaan bestand als Folge des Zusammenbruchs der Bronzezeit keine andere hegemoniale Macht.
In diesen politisch kaum organisierten Raum stießen von ihren Küstenstädten kommend die Philister hinein. Sie waren durch Techniken der Metallverarbeitung und ihre Heeres- sowie Söldnerorganisation überlegen und richteten ein System von Militärstationen ein, die Abgaben der örtlichen Bevölkerung erzwangen. Gegen diese Besatzung kam es zu einem Aufstand der Israeliten, bei dem der charismatische König Saul das Überraschungsmoment nutzte und einige philistäische Stützpunkte beseitigte. Zudem versammelte Saul eine vermutlich überschaubare, aber längere Zeit bestehende Söldnerstreitmacht, die von Mitgliedern seiner Sippe geführt wurde. Er errichtete ein Königtum im nördlichen Israel, geriet aber rasch in einen Konflikt mit der israelitischen Tradition und verlor die Unterstützung der Priesterschaft. Sauls Königsherrschaft hatte für rund zwei Jahre bestanden, als die Philister in der Jesreelebene eine Streitmacht zur Niederschlagung des hebräischen Aufstands sammelten. Sie konnten dort, im Gegensatz zu den bergigen Siedlungsgebieten der Hebräer, ihre Streitwagen im vollen Umfang einsetzen und schlugen nahe Antipatris das Heer Sauls vernichtend.
David, ein ehemaliger Gefolgsmann Sauls und Söldnerführer, errichtete sich in Juda ein Kleinkönigreich. Dabei konnte er wohl auf andere Voraussetzungen aufbauen als Saul im Norden: Die Hebräer im Süden hatten bereits städtische Siedlungen errichtet oder erobert, im Gegensatz zum bäuerlich geprägten Nordreich. Von diesem war Juda durch eine Reihe von kanaanäischen Städten von Geser bis Jerusalem abgeriegelt. Auch scheint das Verhältnis zu den Kanaanäerstädten allgemein friedlicher als im Norden gewesen zu sein. Zugleich beruhte die Landwirtschaft auf Kleinviehhaltung, anders als im Norden, wo das Klima mehr Ackerbau ermöglichte. Die Wirtschaftsweise machte stärkere Handelsbeziehungen auch zu den Nachbarvölkern nötig. Zugleich bestand mit dem Nomadenvolk der Amalekiter eine äußere Bedrohung, die den staatlichen Zusammenhalt Judas förderte. Bereits vor der Zeit Davids bestand mit Hebron ein urbanes Zentrum des Reiches, in dem ein Ratsgremium eine gewisse Weisungsgewalt über die südlichen Hebräer ausübte. Mit der Besetzung Hebrons und dessen Etablierung als dauerhaftem Herrschaftssitz griff David über seine Rolle als Söldnerführer hinaus und etablierte sich als König mit Kompetenzen, die neben der Heerführung auch die Rechtsprechung und kultische Funktionen umfassten.
Im Norden hatte sich nach dem Tod Sauls keine mit diesem vergleichbare Königsherrschaft mehr durchgesetzt, wenn auch Sauls Sohn Isch-Boschet eine Vormachtstellung beanspruchte. Als Folge von Auseinandersetzungen in Isch-Boschets Umfeld wurde David in den Norden gerufen. Der biblischen Erzählung zufolge kam es zu einer Reihe von gewaltsamen Auseinandersetzungen zwischen den beiden Führungsfiguren und ihren Gefolgschaften. Diese Ereignisse nutzte David als Legitimation zur Herrschaft in Personalunion über das Nordreich Israel und das Südreich Juda.
Seine Söldner, geführt von Joab, nahmen für David die kanaanäische (jebusitische) Stadt Jerusalem ein, die in der Mitte zwischen seinen beiden Reichen lag und damit geografisch einen besser geeigneten Herrschaftssitz als Hebron darstellte. Obwohl es sich im Territorium des Südreichs Juda befand, wurde es kein Teil davon, sondern die „Davidsstadt“. Kultisches Zentrum der Stadt war ihr um 948 v. Chr. erbauter Tempel. David beließ den Oberpriester Zadok in seinem Amt, dem es später gelang, den israelitischen Priester Abjatar zu entmachten. Am Tempel verbanden sich kanaanäischer Kult und israelitischer JHWH-Glauben zu einem spannungsvollen Synkretismus.
Spätestens mit der Eroberung Jerusalems war David auch aus Sicht der Philister aus seiner Rolle als Söldnerführer oder Vasall herausgewachsen. Zwei Angriffe der Philister, einmal durch das Zentrum des neuen Reiches auf Jerusalem und einmal gegen die alte Machtbasis Davids im Süden, schlug dieser zurück. In der Folge ging David offensiv gegen die verbleibenden philistäischen Machtbasen im palästinischen Hinterland abseits der Küste vor und beseitigte diese.

Nordreich Israel und Südreich Juda im 9. vorchristlichen Jahrhundert, nach biblischen Angaben

Walter Dietrich bestimmt das Kerngebiet des davidischen und dann auch salomonischen Reiches ohne die unterworfenen Nachbarstaaten folgendermaßen:
- Norden und Osten: Transjordanien, Galiläa, oberes Jordantal bis Dan, aber ohne die phönizischen Städte;
- Westen: das ganze Gebiet bis zum Mittelmeer, inklusive die kanaanäischen Stadtstaaten Taanach, Megiddo und Dor;
- Südwesten: Negev bis Beerscheba ohne das Philistergebiet.[14]

### Militärische Expansion unter David
In einer Reihe von Angriffskriegen unterwarf David die Nachbarvölker im Osten (Moabiter, Ammoniter, Edomiter) und dehnte damit das Territorium seines Reiches stark aus. Er brachte sogar einige aramäische Kleinstaaten, die sich mit den Ammonitern verbündet hatten und gemeinsam mit ihnen geschlagen wurden, unter seine Oberherrschaft. Davids Statthalter residierte in Damaskus. Auch die auf dem Territorium der israelitischen Stämme noch vorhandenen kanaanäischen Stadtstaaten wurden in Davids Reich eingegliedert.
Seine Söldnertruppe trug David von Erfolg zu Erfolg, während die zum Kriegsdienst verpflichteten israelitischen Stämme zur Hilfstruppe degradiert wurden und als drückend empfundene Abgaben und Frondienste leisten mussten. An die Spitze der Unzufriedenen setzte sich Davids Sohn Abschalom und ging militärisch gegen seinen Vater vor. Er vertrieb seinen Vater aus Jerusalem und heiratete, entsprechend der nomadischen Tradition, mehrere der dort zurückgelassenen Frauen Davids, um seinen Anspruch auf die Nachfolge zu untermauern. Im Ostjordanland kam es zur Entscheidungsschlacht zwischen dem Heerbann unter Abschalom und der Söldnertruppe unter Joab. Abschalom fiel, der Heerbann zerstreute sich, der Aufstand war gescheitert. Es verblieb aber ein gewisser widerständiger Anteil der hebräischen Bevölkerung, der sich bald auf den Norden des Reiches konzentrierte und im Wesentlichen einen Rückzug aus dem Reichsverbund und eine Rückkehr zur hergebrachten, auf die Sippen konzentrierte Lebensweise forderte.

### Blütezeit unter Salomo und Reichsteilung
Aus den Hofintrigen um die Thronnachfolge ging Salomo als neuer König hervor. Er konnte sich auf die Unterstützung von Palastwache und Söldnern stützen und wurde nach ägyptischem Vorbild zunächst zum Mitregenten ernannt. In der folge kam es zu Säuberungen in der Führungsriege des Reiches, bei denen Salomo und sein Gefolge langjährige Vertraute Davids töteten. Salomo übernahm von seinem Vater ein Großreich, in den Worten Gerhard von Rads „ein Staat von mächtiger Expansionskraft, außenpolitisch einigermaßen gefestigt, innenpolitisch noch voller Probleme, das kultische Leben an einen neuen Mittelpunkt gebunden und in neue Formen eingetreten, ein glänzender Hof, der in der Pflege geistiger Güter auf der Höhe seiner Zeit stand.“
Herbert Donner charakterisierte den Hof Salomos als weltoffen, ja kosmopolitisch, eine „Pflegestätte der Künste und Wissenschaften.“ Aus den Erträgen internationaler Handelsgeschäfte, die allein dem Königshof gestattet waren, konnte Salomo seine großen Bauvorhaben realisieren: Tempel und Palast in Jerusalem, Garnisonsstädte in Hazor, Megiddo, Gezer und Bet-Horon, und außerdem eine luxuriöse Hofhaltung. Mit einer effektiven Verwaltung wurde die Bevölkerung zu Abgaben herangezogen. Die dazu nötige Beamtenschaft wurde in Schreibschulen unterrichtet. Eine Gauliste gliederte das Gebiet der israelitischen Stämme in Verwaltungseinheiten. Teile der Bevölkerung mussten Fronarbeit leisten.
Zu einer territorialen Expansion kam es unter Salomo nicht. Allerdings stellte er erstmals Verbände mit Streitwagen auf, für die er stark auf die Oberschicht der kanaanäischen Städte seines Herrschaftsbereichs zurückgriff. Dennoch entzogen sich Damaskus und weitere Gebiete im Nordosten mit der Bildung des Reiches Aram der unter David errungenen hebräischen Kontrolle. Zudem erfolgten erste militärische Vorstöße des wiedererstarkenden Ägypten nach Palästina, auf die Salomo mit Verhandlungen reagierte.
Nach Salomos Tod trat sein Sohn Rehabeam die Thronnachfolge an. Im Stadtstaat Jerusalem und im Südreich Juda wurde das akzeptiert, denn eine dynastische Erbfolge war in kanaanäischen Stadtstaaten üblich. Nicht so im Norden: Der neu inthronisierte König musste sich nach Sichem begeben, um mit den Repräsentanten der Stämme Israels zu verhandeln. Sie drängten auf eine Einschränkung der königlichen Macht sowie der Abgaben an den Hof und auf eine Rückkehr zur traditionellen Rolle des charismatischen Anführers, erklärten sich aber grundsätzlich zur Anerkennung der Vorherrschaft Rehabeams bereit. Als Rehabeam seine Königsmacht nicht einschränken wollte, verweigerte ihm das Nordreich Israel die Anerkennung; er selbst entkam knapp einem Attentat. Ein Mitglied seiner Gefolgschaft wurde gesteinigt. „Damit hatte der von David aufgebaute Großstaat sein Ende gefunden.“

## Forschungsgeschichte

### Davidisches Volkskönigtum
Die Darstellung Hermann Guthes in seiner Geschichte des Volkes Israel (1914) zeigt beispielhaft, wie die Ära Davids und Salomos vor der Entwicklung der Großreichs-Hypothese durch Albrecht Alt in der Forschung charakterisiert wurde. Guthe nennt die Epoche das „davidische Volkskönigtum“ im Gegensatz zum „Doppelkönigtum Israel und Juda“ nach Salomos Tod beziehungsweise der Teilung des Reichs.
Die biblischen Berichte von Davids Kriegen gegen Nachbarvölker liest er kritisch. Zwar mag David wie schon Saul gegen die Aramäer gelegentlich zu Erfolgen gekommen sein, aber dass sie ihm tributpflichtig wurden, glaubt Guthe nicht und hat „starke Bedenken“ gegen die historische Richtigkeit der biblischen Darstellung, dass David das Aramäergebiet zu einer Provinz seines Reiches machen konnte und sein Statthalter in Damaskus residierte. Mit diesen Einschränkungen gilt aber: „Ein Reich von solcher Bedeutung war für das südliche Syrien ein völlig neues Ereignis“; es konnte „die Herzen der Israeliten mit Stolz erfüllen“.
Guthe meinte, dass Jerusalem als Hauptstadt verkehrstechnisch günstig gelegen wäre (Alt und Noth wussten von ihren eigenen Aufenthalten dort, dass dem nicht so war) und außerdem „gegen die Eifersucht der Stämme“ neutraler Boden gewesen sei. „Aber ein israelitisches Vorrecht des Alters, des Herkommens besaß sie gar nicht, um so mehr war Anlaß dazu vorhanden, sie durch frischen Glanz auszuzeichnen.“ Das Ergebnis der Baumaßnahmen unter David war „der ärmlichen Umgebung gegenüber … sicherlich ein Palast“. Die Heirat Salomos mit einer Pharaonentochter sowie die Überlassung der Stadt Geser sind für Guthe nur denkbar im Rahmen eines Vasallenverhältnisses, in das sich Salomo gegenüber Ägypten begeben habe. Er fragt sich, welche Gegenleistungen Salomo dafür zu entrichten hatte. Wahrscheinlich habe er ägyptische Handelsrouten geschützt, eventuell Söldner gestellt. Der Ausbau der Garnisonsstädte, die Guthe durch die biblische Erwähnung, nicht durch die späteren Ausgrabungen kennt, wird mit der Sicherung wichtiger Straßen erklärt. „Vielleicht gehörten auch Hazor und Megiddo dazu, doch gibt der Text zu Zweifeln Anlaß.“
Die Bautätigkeit Salomos in Jerusalem habe der Bevölkerung, die Frondienste leisten musste, eine schwere Belastung auferlegt. Durch die Handelskooperation mit Tyros seien Luxusgüter nach Jerusalem gelangt. „Mag auch Salomo in den späteren Jahren seiner Regierung ein reicher Fürst gewesen sein – in den ersten Jahren war er es nicht – der Glanz seiner Hofhaltung war doch nicht imstande, die Wunden, die er dem Volkstum geschlagen, vergessen zu machen.“ Daraus resultierte ein heftiger „Widerwille gegen ein Königtum, das mit dem Vermögen der Stämme seine Hauptstadt verschönerte“. Als Rehabeam von den Stämmen Israels in Sichem abgelehnt wurde, galt die Abneigung – so Guthe – nicht dem Königtum an sich, sondern der davidischen Dynastie.

### Davidisch-salomonisches Großreich – United Monarchy

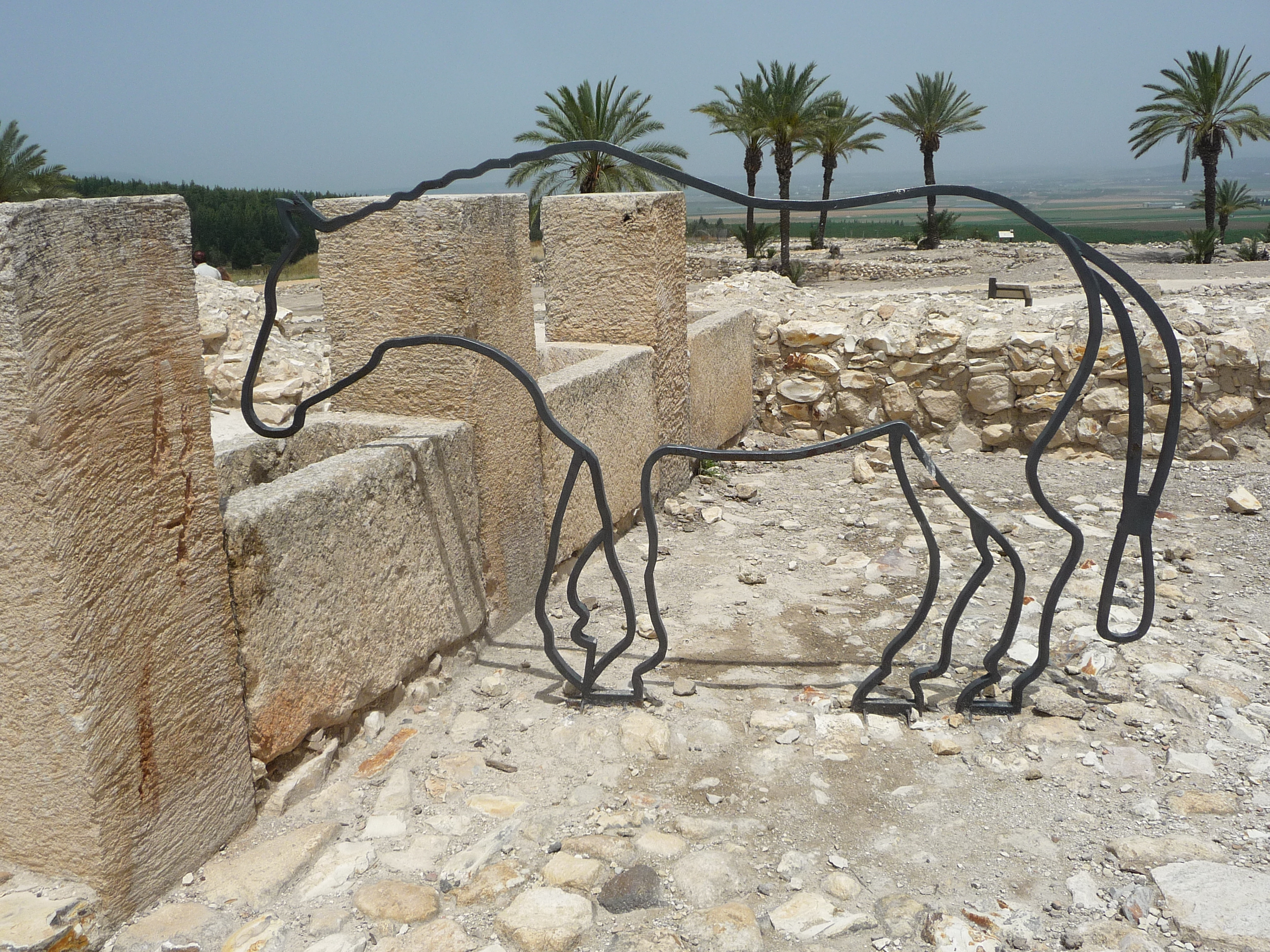
Die „Pferdeställe Salomos“ werden heute in die Zeit der Omriden datiert (Megiddo-Nationalpark)

Wenn sich im Verlauf des 20. Jahrhunderts ein großartigeres Bild der Ära Davids und Salomos in der alttestamentlichen Wissenschaft etablieren konnte, dann trug die Biblische Archäologie ihren Teil dazu bei. Die Ausgrabungen des Oriental Institute der University of Chicago auf dem Tell el-Mutesellim (Megiddo), 1931 publiziert, wurden von Martin Noth in seiner Geschichte Israels als „bedeutendster noch erhaltener archäologischer Überrest des reichen salomonischen Bauens im Lande“ begrüßt: die „Überreste eines großen Komplexes von Pferdestallungen, die unzweifelhaft auf Salomo zurückgehen“ seien eine „eindrucksvolle Veranschaulichung“ der biblischen Notiz über Baumaßnahmen Salomos. Die Massebenreihe von Geser sei wahrscheinlich ebenfalls der Rest einer salomonischen Stallanlage. Dass die sogenannten Pferdeställe Salomos später durch israelische Archäologen in die späte Königszeit datiert wurden, entkräftete die Hypothese Großreich nicht, weil gleichzeitig neu gefundene Toranlagen und Paläste in die Ära Salomos eingeordnet wurden.

#### Albrecht Alt und seine Schule
Die Alt-Schule unterscheidet bei der Geschichte Israels grundsätzlich zwischen Perioden, für die Quellentexte zur Verfügung stehen, und Perioden, bei denen das nicht der Fall ist. Wo es keine zeitnahen Quellen gibt, greift sie auf Nachbarwissenschaften, ethnologische Parallelen, die Topographie Palästinas und ältere Überlieferungen zurück, die in der Bibel ermittelt und auf ihren historischen Kern befragt werden. Die Landnahme der Israeliten wird deshalb nicht wie in der Bibel als Eroberungskrieg unter Josua verstanden, sondern als weitgehend friedliches Einsickern von Nomaden ins Kulturland. Die anschließende vorstaatliche Zeit interpretierte Alts akademischer Schüler Martin Noth als sakrales Stämmebündnis (Amphiktyonie), und auch dafür kann er nur wenige alttestamentliche Texte anführen: „Gerade weil die Verfassung des amphiktyonischen Zwölfstämmeverbandes für Israel so wesentlich war, daß sie bis zum Beginn der Staatenbildung eine dauernde und daher selbstverständliche Einrichtung blieb, wird so wenig über sie im A. T. berichtet.“ Mit der Person Davids tritt die Darstellung der Geschichte Israels nach diesem Modell in eine neue Periode, denn durch sein aktives geschichtliches Handeln schafft David die Voraussetzung für die Anfänge der Geschichtsschreibung.
Der Begriff Davidisch-salomonisches Großreich enthält Komponenten, die im englischen Äquivalent United Monarchy fehlen und kennzeichnend für Alts Ansatz sind:
- Die Levante ist im 10. Jahrhundert v. Chr. eine Welt von Territorialstaaten und Stadtstaaten. Sie haben aufgrund der verschiedenen naturräumlichen Gegebenheiten ein eigenes Profil und vor allem – recht modern – eine eigene Verfassung. Ein Großreich, das mehrere dieser Staaten in sich vereint, muss dafür rechtliche Konstruktionen schaffen, um die Akzeptanz der Bevölkerung zu erreichen.
- Geschichte wird von großen Einzelnen (David, Salomo) und ihren nicht weiter erklärbaren Begabungen und persönlichen Defiziten gestaltet. Alt stellte das „politische Genie“ Davids in den Mittelpunkt.[44] Zug um Zug, die Gunst der Stunde nutzend, habe David ein Staatswesen aufgebaut. Rudolf Smend kommentierte, es sei schwer vorstellbar, dass Alt dabei nicht das Werk Bismarcks vor Augen gehabt habe.[45] Alles, was aus dem geostrategisch und infrastrukturell unbedeutenden Ort Jerusalem im Laufe der Jahrhunderte und bis heute wurde, verdanke sich dem Einfall Davids, Jerusalem zu seiner Hauptstadt zu machen.

Alt formulierte 1950, es sei eine Tatsache, dass Davids Reich in kurzer Zeit „nicht nur gebietsmäßig, sondern doch wohl auch seinem inneren Wesen nach überraschend schnell und weit über die Grenzen seines israelitischen Nationalstaates hinausgewachsen war und die Gestalt eines Großreiches angenommen hatte.“ Er steuerte auch einzelne Deutungen bei, die von seinem Schülerkreis übernommen wurden, etwa, dass David in „Personalunion“ über die Reiche Israel und Juda geherrscht habe oder dass Jerusalem als Davids persönliche Beute eine dritte politische Größe neben Juda im Süden und Israel im Norden gewesen sei. Bis Mitte der 1980er Jahre änderte sich an diesem Bild der Ära Davids und Salomos als der Geschichte eines Großreiches im deutschen Sprachraum kaum etwas, es ging in Standardwerke und Lehrbücher der alttestamentlichen Wissenschaft ein. Donners Geschichte des Volkes Israel und seiner Nachbarn in Grundzügen erschien noch 2007 in vierter Auflage.

#### William F. Albright und seine Schule
Die amerikanischen Alttestamentler der Generation Martin Noths suchten einen anderen Zugang zur Frühgeschichte Israels und setzten dabei stärker auf die Archäologie. Hier war die Arbeit von William F. Albright grundlegend. Diese zusätzlichen Informationen sollten aber die biblische Darstellung stützen und die Alt-Schule, die man als zu progressiv wahrnahm, widerlegen. (Die Alt-Schule stand der Archäologie keineswegs ablehnend gegenüber, hatte aber keine Möglichkeit, in Israel selbst Grabungen durchzuführen.)
John Bright, ein Schüler Albrights, verfasste eine Geschichte Israels, die als klassischer Entwurf im angelsächsischen Sprachraum gelten kann. In ihren verschiedenen Auflagen seit 1959 passte Bright seine Geschichte Israels jeweils dem Stand der Archäologie an.
Bright rezipierte die Arbeiten von Alt und Noth, machte sich die Vorstellung einer friedlichen Landnahme aber nicht zu eigen. „Es besteht kein Grund zu zweifeln, dass dies, wie in der Bibel beschrieben, ein blutiges und brutales Geschäft war. Es war Jahwes Heiliger Krieg, mit dem er seinem Volk das Land der Verheißung gab.“ Für die vorstaatliche Zeit möchte Bright Noths These des Zwölfstämmebundes in modifizierter Form beibehalten. Die Darstellung der Staatswerdung, die von einem deutlich anderen Bild der Frühzeit herkommt, konvergiert im Folgenden immer mehr zu der Großreichs-Hypothese der Alt-Schule. David habe in einem ersten Schritt die militärische Eroberung Kanaans vollendet und das Territorium Israels abgerundet. Doch zweifelt Bright, ob David bei den folgenden Feldzügen gegen Nachbarstaaten sein Imperium („Empire“) planvoll aufbaute oder nicht eher „vorwärts stolperte“. Auch in der Auflage von 2000 (herausgegeben von William P. Brown) bestehen keine Bedenken, das Reich Davids als ebenbürtig unter die Großmächte einzureihen, und mit dem Stichwort Personalunion und Jerusalem als Davidsstadt werden typische Züge der Hypothese Alts rezipiert. Unter dem Stichwort „Kulturelle Blüte“ wird beispielsweise behauptet, dass die Schreibfähigkeit zur Zeit Salomos weit verbreitet gewesen sei, dass es am Hof eine Geschichtsschreibung und ein blühendes Musikleben (Psalmen) gegeben habe und auch die mündlichen Überlieferungen aus Israels Frühzeit hier schriftlich fixiert worden seien (Jahwist).
Niels Peter Lemche urteilte 2008, dass Brights Geschichte Israels, immer noch Lehrbuch an vielen amerikanischen Universitäten, in vielen Punkten traditioneller sei als Martin Noths Darstellung. Die konservative Bibelwissenschaft habe in Nordamerika eine weit stärkere Position als in Deutschland. Die jüngere Generation amerikanischer Alttestamentler habe sich allerdings mittlerweile der Alt-Schule angeschlossen.

### Maximalisten, Minimalisten, Nihilisten

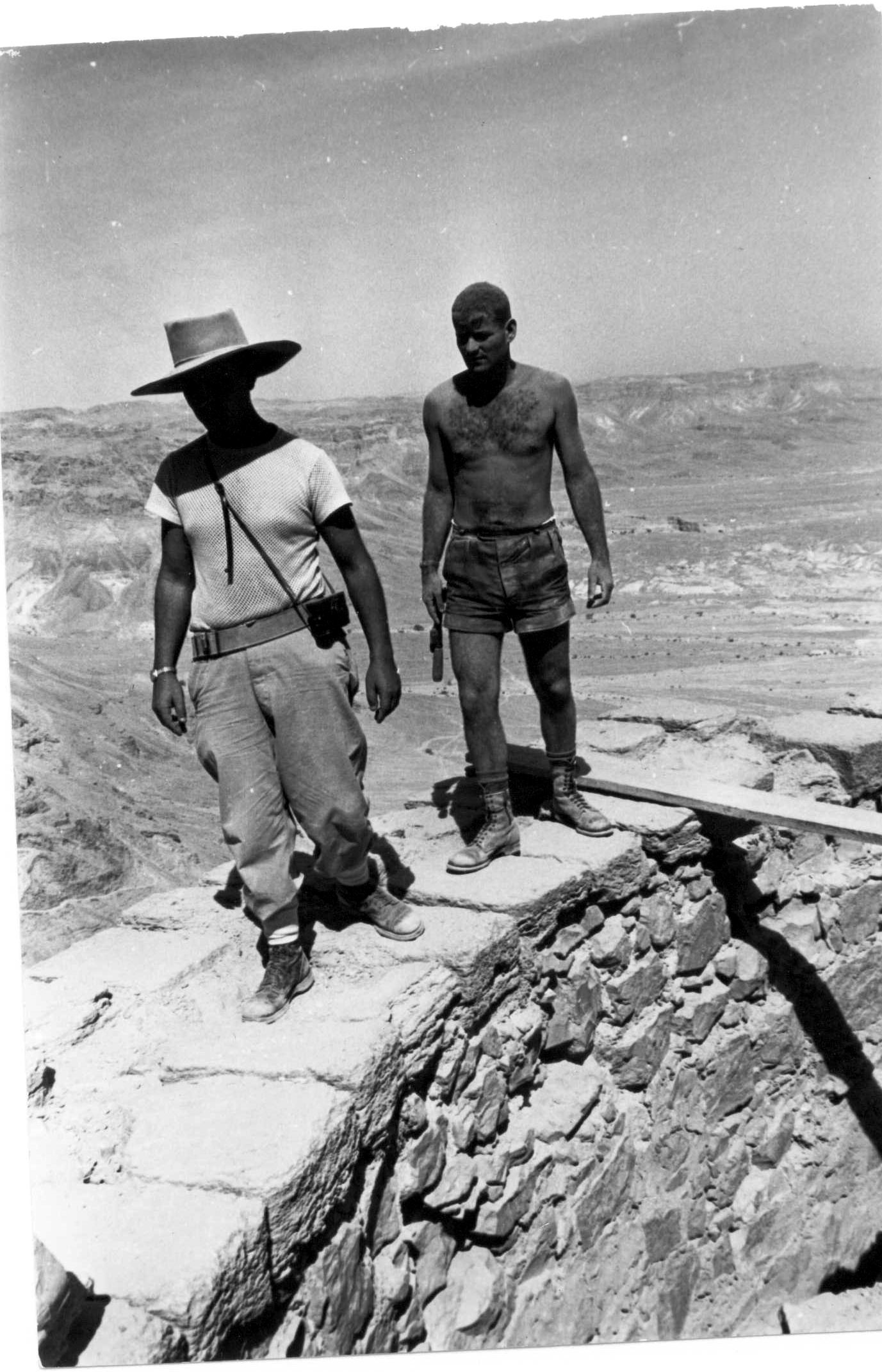
Amir Drori und Yigael Yadin bei der Ausgrabung von Masada (1963)

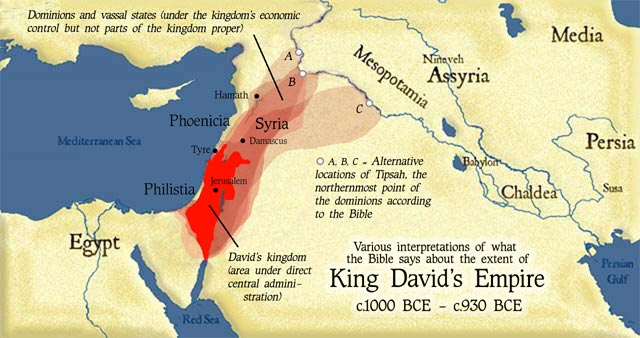
„König Davids Imperium“, eine maximalistische Sicht

Die Diskussion, die Mitte der 1980er Jahre virulent wurde, hatte sich in der Archäologie Israels schon länger vorbereitet.
Yigael Yadin hatte sich als Archäologe betätigt, um in der Vergangenheit Vorbilder für das Israel der Gegenwart zu finden. Er inszenierte seine Grabungsfunde als national bedeutsame Geschichten (Masada, Höhle der Briefe). Es gelang ihm, in den 1950er und 1960er Jahren die Archäologie „zu nationalisieren, zu politisieren und zu popularisieren.“ Unter dem Einfluss Yohanan Aharonis (Archäologisches Institut der Universität Tel Aviv) wandten sich viele israelische Archäologen in den Folgejahren kleinen, nicht in den Quellen bezeugten Ortslagen zu, was die Öffentlichkeit weniger interessierte. Ihre Funde waren unspektakulär, fügten sich aber allmählich zu einem Bild zusammen, das Israel Finkelstein später öffentlich vertrat.
So gab es in Israel Ausgrabungen der „Großreichs-Befürworter“, die in bewährter Weise die Eisenzeit IIA mit der Zeit Davids und Salomos identifizierten, und neben ihnen waren Archäologen tätig, die neuartige anthropologische und demographische Zugänge nutzten. Zwischen diesen beiden konkurrierenden Richtungen war ein Austausch schwer möglich.
Das Spektrum der heute vertretenen Positionen lässt sich nach Gary N. Knoppers in drei Gruppen teilen: Maximalisten, Minimalisten und Nihilisten, wobei mit Nihilisten Vertreter der These gemeint sind, dass David und Salomo so wenig historische Gestalten seien wie König Artus. In der Polemik der Maximalisten werden Minimalisten und Nihilisten in eins gesetzt, was aber nicht deren Selbstverständnis entspricht.

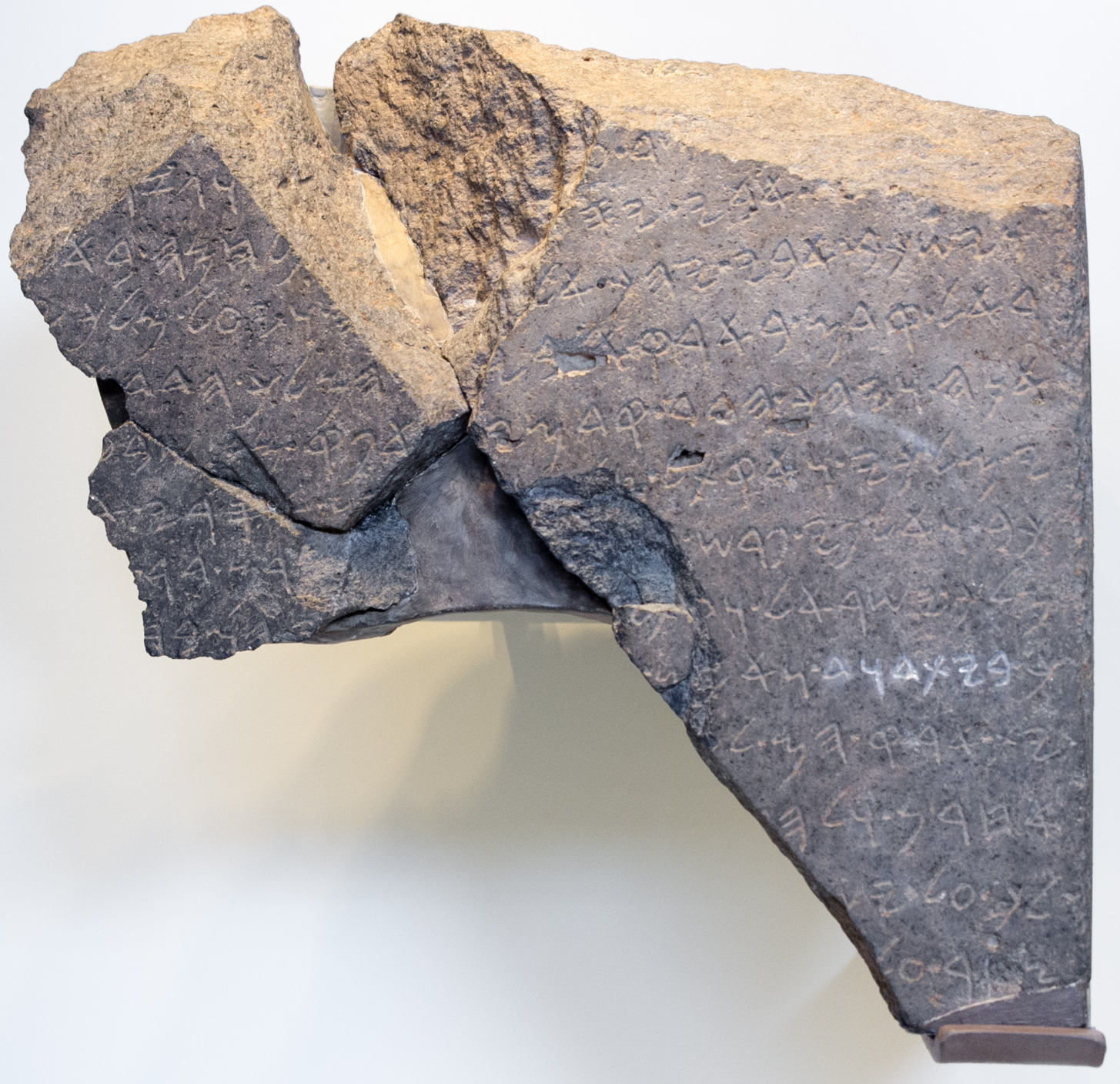
Tel-Dan-Stele im Israel Museum; hervorgehoben ist der aramäische Schriftzug „Haus Davids“

- Maximalisten: Großreich unter David und Salomo, von Ägypten bis zum Libanon, mit Ostjordanland und Aramäergebieten (William G. Dever, Gösta W. Ahlström, Abraham Malamat, Kenneth A. Kitchen, Alan J. Millard, John S. Holladay Jr., Baruch Halpern, Amnon Ben-Tor, Doron Ben-Ami).
- Minimalisten: Lokale Herrschaft im Raum Jerusalem, die Kontrolle über das Nordreich Israel ist eine literarische Fiktion (J. Maxwell Miller, John H. Hayes, Giovanni Garbini, David W. Jamieson-Drake, Philipp R. Davies, Niels Peter Lemche, Israel Finkelstein, Amichai Mazar, David Ussishkin, Nadav Na’aman, Ernst Axel Knauf, Margaret Steiner).
- Nihilisten, Revisionisten: Die Geschichte Israels vor dem Exil ist insgesamt eine literarische Fiktion (Margaret M. Gelinas, Thomas L. Thompson, Keith W. Whitelam). Diese Position ist nach dem Fund der Tel-Dan-Inschrift nur mehr schwer zu begründen.[58]

### Chronologiedebatte
Da es im 10. Jahrhundert v. Chr. noch keine Münzen gab, muss die Archäologie anhand der verwendeten Keramik zu Datierungen kommen. Schon Albright hatte einen bestimmten Keramiktyp als Kennzeichen für die Ära Salomos angesehen, eine charakteristische rot überzogene, handpolierte Haushaltskeramik. Da diese einen technologischen Fortschritt darstellt, wurde sie in den vermuteten historischen Kontext der Großreichsbildung eingeordnet. Amichai Mazar zufolge wurde Keramik dieses Typs jedoch über einen längeren Zeitraum hinweg vom Ende des 11. Jahrhunderts bis mindestens Anfang des 9. Jahrhunderts verwendet. Sie scheidet demnach zur exakten Datierung von Funden in die Zeit Davids und Salomos aus.

#### High Chronology und Low Chronology
Nach der von Yigael Yadin vertretenen High Chronology (auch Conventional Chronology) ist die Regierungszeit von David und Salomo, von der Bibel mit je rund 40 Jahren angegeben, identisch mit der Eisen IIA-Zeit im archäologischen Befund. Diese war in Israel/Palästina mit einem Wiederaufleben der städtischen Lebensweise (Reurbanisierung) verbunden. Ruth Amiran und Yohanan Aharoni entwickelten Yadins Ansatz weiter. Sie kamen aufgrund von Keramikvergleichen zu der These, dass der Beginn der Eisenzeit IIA ungefähr mit der Eroberung Jerusalems durch David, etwa im Jahr 1000 v. Chr., zusammenfalle. Archäologen diente dieses einprägsame Datum als Arbeitsgrundlage, Lehrbücher übernahmen es. Ein Schwachpunkt der High Chronology besteht jedoch darin, dass sich nach diesem Modell für das 9. Jahrhundert v. Chr. eine Lücke im archäologischen Befund auftut.
Israel Finkelstein entwickelte in Abgrenzung von der High Chronology eine andere Keramiktypologie, nach der sich der Beginn der Eisen IIA-Zeit um rund 100 Jahre ins 9. Jahrhundert v. Chr. verschiebt. David und Salomo hätten nach Finkelsteins Low Chronology noch in der Eisenzeit IB gelebt. Archäologische Sondierungen im Bergland von Juda (im Zentrum des hypothetischen davidisch-salomonischen Reiches) ergaben allerdings, dass die Region während der Eisen IB-Zeit steinig sowie von Gestrüpp und Wald bedeckt war und insgesamt einen eher isolierten und randständigen geographischen Raum darstellte. Die Anzahl der Dörfer nahm in dieser archäologischen Phase zwar allmählich zu, aber die Bewohner fanden eher als Hirten denn als Ackerbauern ihr Auskommen. Christian Frevel zufolge wird durch diese Ergebnisse der Vorstellung von einem „blühenden Großreich unter David und Salomo archäologisch der Boden unter den Füßen weggezogen.“

#### Weitere chronologische Ansätze
Mittlerweile sind verschiedene Zwischenpositionen erarbeitet worden, die außer der Keramiktypologie auch die Radiokarbonmethode nutzen. Die Modified Conventional Chronology (Amichai Mazar) datiert die Eisenzeit IIA etwas herunter auf 1000/980 bis 840/830 v. Chr., womit man weiter die Möglichkeit offen hält, dass David und Salomo an der Reurbanisierung Anteil hatten. Mazars Chronologie hat relative breite Zustimmung gefunden, bedeutet aber auch, dass es einfach in der Schwebe bleibt, ob ein Ereignis dem 10. oder dem 9. Jahrhundert zuzuordnen ist.
Zudem wurde in der Diskussion vorgeschlagen, die Chronologie des Nordens von der des Südens zu trennen und die Phase für den Norden auf das 10. und 9. Jahrhundert v. Chr zu begrenzen, für den Süden hingegen den Beginn erst in der 2. Hälfte des 10. Jahrhunderts v. Chr., das Ende erst möglicherweise im frühen 8. Jahrhundert v. Chr. ansetzen zu lassen.
(Die Regierungszeiten Davids und Salomos wurden für diese Übersicht aus der Chronologie von Gershon Galil übernommen.)
Im Jahr 2018 begann ein vierjähriges Projekt, bei dem die Datierung archäologischer Befunde aus Jerusalem generell mit der Radiokarbonmethode überprüft werden soll. Es wird durch die Israel Science Foundation finanziert. Leiter des Projekts sind die Archäologen Yuval Gadot (Universität Tel Aviv), Elisabetta Boaretto (Weizmann Institute, Rehovot) und zwei Archäologen der Israelischen Altertümerbehörde (Doron Ben-Ami und Joe Uziel).

### Aktuelle Diskussion
In der Chronologiedebatte besteht eine Art Pattsituation, indem High Chronology und Low Chronology weiterhin vertreten werden, außerdem Zwischenpositionen. Das führt dazu, dass die Zuordnung archäologischer Befunde zur Ära Davids und Salomos von Befürwortern einer anderen Chronologie in Zweifel gezogen werden. Aber ein Zweites kommt hinzu. Besonders die Grabungen in Jerusalem (Davidsstadt) erbrachten nicht die materiellen Reste, die man bei einem Großreich erwarten würde. Vorhanden sind überwiegend eher unspektakuläre Befunde wie beispielsweise die Ophel-Pithosinschrift als das älteste bekannte Schriftdenkmal aus Jerusalem. Da andere Geschichtsperioden gut bezeugt sind, sind diese relativ spärlichen, relativ bescheidenen Funde der frühen Eisenzeit auffällig.
„Das Nichtvorhandensein eines (archäologischen) Beleges ist kein Beleg dafür, dass etwas nicht existierte“ (“The absence of evidence does not constitute the evidence of absence”) ist ein Standardargument der Großreichs-Befürworter, das aber von vielen Fachleuten nicht mehr geteilt wird. Für sie deutet das Fehlen von Belegen für eine kulturelle Blütezeit besonders in Jerusalem darauf hin, dass es sich um keine besonders große Blütezeit handelte. Da die Kritiker der Großreich-Hypothese aber unterschiedliche Ansätze verfolgen, ist ein konsensuale Neubewertung der Epoche nicht in Sicht. Bereits 1997 schrieb Gary N. Knoppers:

„Ein dominanter Diskurs über das 10. Jahrhundert wurde ersetzt durch eine Vielfalt miteinander konkurrierender Diskurse. Die einzige Gewißheit ist heute die, dass die Epoche des wissenschaftlichen Konsenses vorbei ist.“

Wenn die Hypothese Davidisch-salomonisches Großreich nicht mehr überzeugt, wird eine alternative Hypothese gesucht, die zwei Elemente zusammenbringt:
- Die literarisch bezeugten Herrscher David und Salomo waren als historische Akteure immerhin so wichtig, dass eine Dynastie nach David benannt wurde (siehe Tel-Dan-Inschrift) und der Tempel in Jerusalem auf Salomo zurückgeführt wurde, anstatt dass ein späterer König sich das Bauwerk zuschrieb.
- Das Bergland von Juda war dünner besiedelt und damit wirtschaftlich schwächer als die Schefela.

Für die Organisationsform des Reiches von David und Salomo werden die Begriffe Chiefdom oder Früher Staat vorgeschlagen.
Gunnar Lehmann hält es für realistisch, dass David und Salomo vom Judäischen Bergland aus die weiter entwickelte Niederung in einem „ad-hoc reign“ für eine gewisse Zeit unter ihre Kontrolle bringen konnten. Es gibt in der Geschichte vergleichbare Fälle, in denen ein Warlord aus einer unterentwickelten Region sogar von großen Städten Tribut und Loyalitätsbekenntnisse erhielt, sei es durch Erpressung oder durch Schutzversprechen. Bei dieser Art von Herrschaft kommt es aber nicht zum Aufbau einer Verwaltung.
Reinhard Gregor Kratz fasst die Hypothese Früher Staat so zusammen:

„In Jerusalem, dem Zentrum des judäischen Stammenskönigtums, scheinen sich unter David und seinem Nachfolger Salomo (wieder) Ansätze einer städtischen Kultur und Verwaltung etabliert zu haben, wie sie in der Bronzezeit bestanden hatten, nur um einiges bescheidener. […] Tatsächlich wurde das ‚davidisch-salomonische Großreich‘ jedoch erst unter den Hasmonäern in hellenistischer Zeit realisiert.“

## Baumaßnahmen
Helga Weippert kam aufgrund der High Chronology 1988 zu der Einschätzung, dass die neue Stadtkultur der Eisen-IIA-Zeit genormt wirkende Stadtmauern, Tore, Paläste und Wohnhäuser hervorgebracht habe, was sie zu einem planmäßigen Landesausbau unter Salomo in Beziehung setzte.

### Residenzstadt Jerusalem

#### Einzelfunde

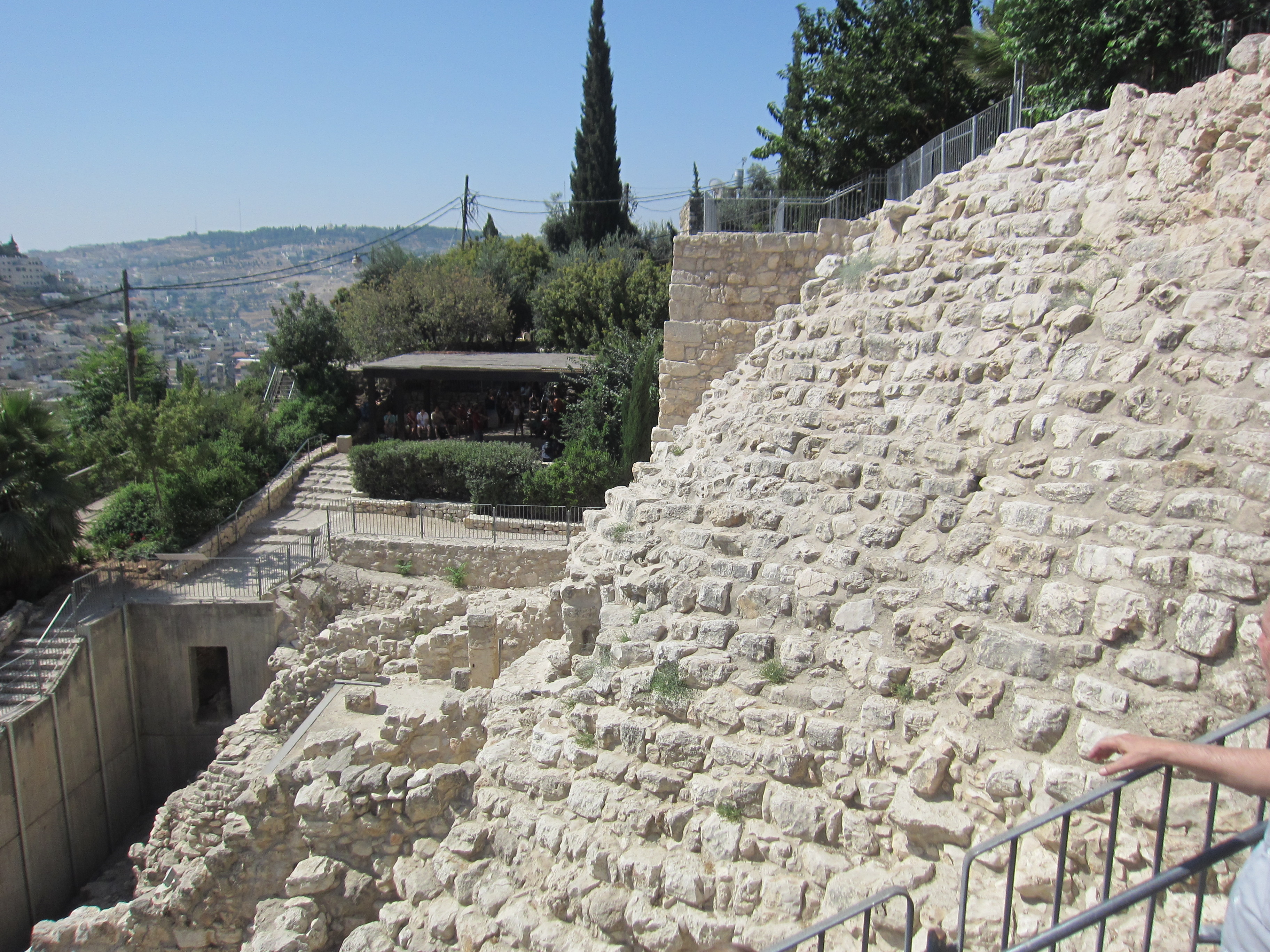
Hangpflaster (Stepped stone structure)

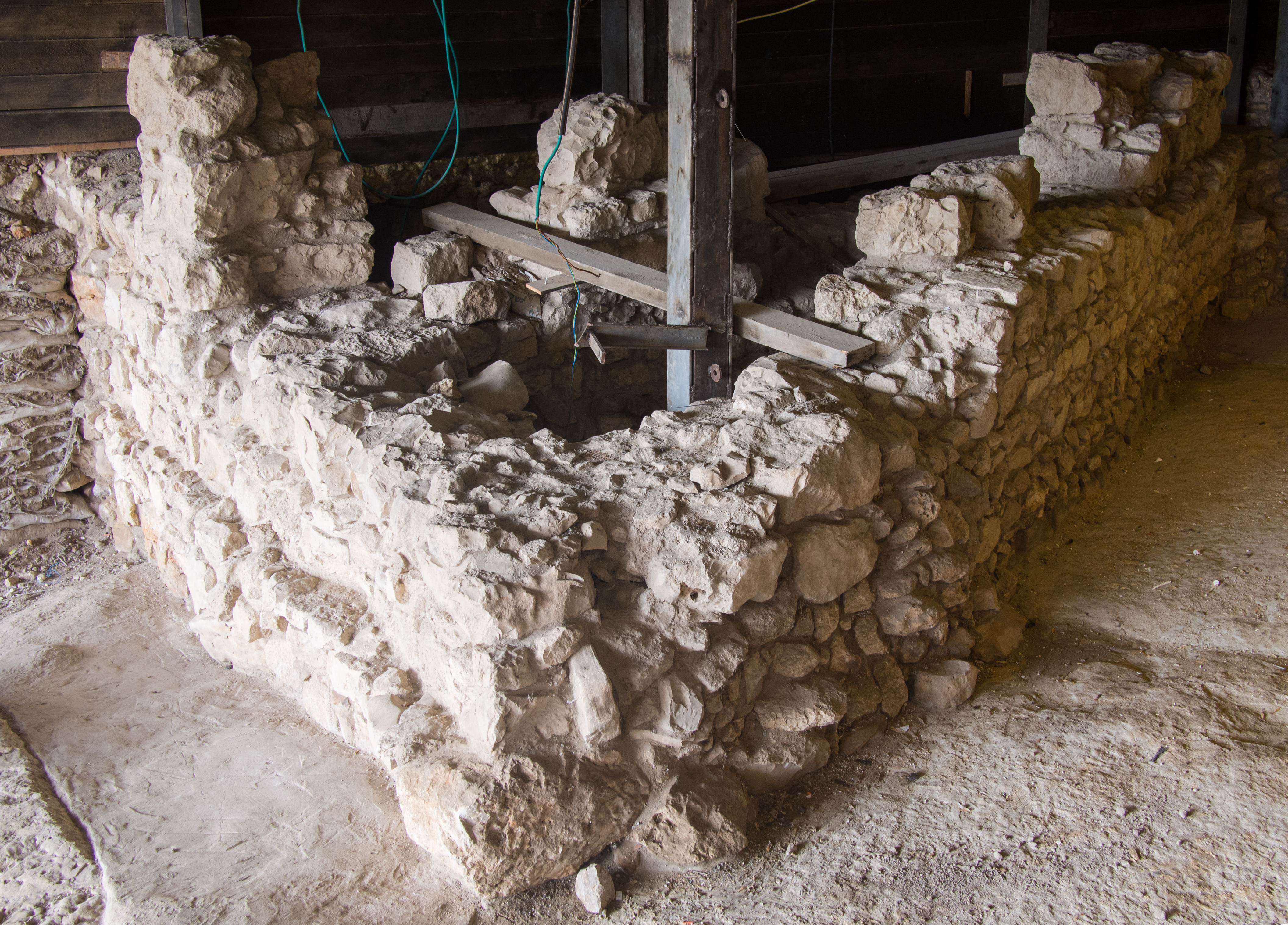
Bauwerk oder Gebäudekomplex aus der Zeit des Königreichs Juda (Large stone structure)

Kathleen Kenyon und Yigal Shiloh fanden Architekturfragmente, die zu den Palastanlagen der Könige von Juda gehört haben können, allerdings nicht in situ, weshalb ihre Datierung unsicher ist. Dabei handelt es sich um zwei Fragmente eines Volutenkapitells und Quadersteine. Ebenfalls zu dieser Fundgruppe gehört vielleicht ein Volutenkapitell, das John W. Crowfoot und Gerald M. Fitzgerald 1929 in byzantinischem Schutt am Jerusalemer Südosthügel entdeckten, falls es dort als Spolie verbaut worden war.

#### Hangpflaster (stepped stone structure)
Nach aktuellem Stand war der Südosthügel Jerusalems (Davidsstadt) in der Eisenzeit IIA nicht befestigt. Der Biblische Archäologe Hermann Michael Niemann konstatiert:

„Die Unterstadt umfasste 400 mal 90 Meter, die Oberstadt mit Tempel und Palast 300 mal 250 Meter. Zu Zeiten Salomos lebten hier höchstens 1500–2000 Bewohner! In der Unterstadt fanden Archäologen ein paar vereinzelte Scherben, ein paar Stützmauer-Reste.“

Als Residenz eines Großreichs ist diese Stadt deutlich zu klein. Doch das Hangpflaster (stepped stone structure) am Abhang des Südosthügels, dessen zeitliche Einordnung Gegenstand der Diskussion ist, zeigt jedenfalls, dass Jerusalem städtischen Charakter hatte. Yigal Shiloh, dessen Team von 1978 bis 1985 in der Davidsstadt grub, schlug drei Deutungen für diese Struktur vor, wobei er die erste für unwahrscheinlich erklärte:
1. Substruktion eines großen Gebäudes auf der Akropolis
2. Teil der Akropolisbefestigung
3. Trennung zwischen Wohnstadt und Ophel

Eine Übersicht über Shilohs Grabungsergebnisse legten Jane M. Cahill und David Tarler 1994 vor, wobei sie die stepped stone structure anders bewerten als der Grabungsleiter, nämlich als einheitliche spätbronzezeitliche Struktur ohne Zufügungen des 10. Jahrhunderts. „Dazu ist zu notieren, daß damit zugleich mittelbar die dem zehnten Jahrhundert zuzuordnenden Überreste beträchtlich reduziert werden“, fasste Uta Zwingenberger zusammen. Der Zeit Davids und Salomos ordneten Cahill und Tarler auch nur geringe Baureste und Keramik (darunter zwei Kelche und das Fragment eines Kultständers) zu.

#### Paläste Davids
Eilat Mazar meinte 2017, auf der von der stepped stone structure abgesicherten, etwa 200 m² großen Plattform den „neuen“ Palast Davids (large stone structure) gefunden zu haben. In der Eisenzeit wurden Paläste gern auf Podien gebaut, so dass sie die Wohnbebauung überragten, worauf Mazar ihre Argumentation stützt. Kritiker, darunter Israel Finkelstein, sahen in der large stone structure Überreste mehrerer Gebäude, deren älteste Bestandteile ins 9. Jahrhundert v. Chr. zurückgehen. Diese Überlegungen wurden durch später veröffentlichte chronologische Bestimmungen untergraben. Eine Datierung ins 11. und 10. Jahrhundert v. Chr. erscheint durchaus plausibel.
Die Auseinandersetzung mit Mazars Grabungen in der Davidsstadt ist durch ihre biblizistische Argumentation erschwert. Schon 1997 hatte sie den Fund des „alten“ Davidspalastes bekanntgegeben; dieser habe sich außerhalb und „oberhalb“ der jebusitischen Zitadelle befunden. Die Begründung für diese Interpretation war 2 Sam 5,17 : David ging von seinem Palast zur Zitadelle hinab. Zu diesem Bauwerk gehörten ihrer Ansicht nach die von früheren Ausgräbern gefundenen Quadersteine und ein Volutenkapitell. Ein so exponierter Platz für einen Palastbau der Eisenzeit wäre sehr ungewöhnlich.

#### Akropolis
Zum Tempelbau siehe: Erster (oder Salomonischer) Tempel
Tempel und Palastbauten bildeten zusammen die Akropolis des eisenzeitlichen Jerusalem. Die Palastbauten der Könige von Juda befanden sich südlich des Tempels, also ebenfalls auf dem Areal des heutigen Tempelberges. Die Einschätzung dieser großen Bauprojekte kann nur anhand schriftlicher (biblischer) Quellen erfolgen. Ihre Erbauung wird in 1 Kön 7  beschrieben und auf die Regierungszeit Salomos zurückgeführt. Zu diesem Bauensemble gehörten:
- das sogenannte Libanonwaldhaus (hebräisch בֵּית יַעַר הַלְּבָנוֹן bet ya‘ar hallevanon),
- eine Säulenhalle,
- eine Thronhalle,
- der Wohnpalast Salomos,
- das „Haus der Pharaonentochter“.

Nur das Libanonwaldhaus wird auch in späterer Zeit erwähnt. Eckart Otto hält es deshalb nicht für eine literarische Fiktion, sondern für ein repräsentatives Gebäude, das im Jerusalem des 9.–8. Jahrhunderts existierte. Er bezeichnet den Gebäudetyp als „recht analogielos“ und deshalb nicht aufgrund der Baubeschreibung datierbar.
Das Libanonwaldhaus soll 50 m lang, 25 m breit und 15 m hoch gewesen sein. Das Baumaterial bestand der Quelle zufolge aus Steinquadern für die massiven Außenmauern und Libanonzedern für Gebälk, Decken und drei oder vier Säulenreihen von je 15 Säulen, die ein Obergeschoss trugen. Die vielen Säulen ließen den Innenraum wohl wie einen Wald wirken, was den Namen erklären kann. Von Audienzsaal bis Pferdestall sind für dieses Gebäude verschiedene Funktionen vorgeschlagen worden. Weippert vergleicht Säulenhallen aus der urartäischen Palastarchitektur (Altıntepe, Arin-Berd, jüngere Eisen-II-Zeit).
Bei der Säulenhalle und der Thronhalle geht aus dem Text nicht hervor, ob damit Anbauten an das Libanonwaldhaus oder selbständige Gebäude gemeint sind. Weippert schlägt eine dem arabischen Liwan ähnliche Architektur vor.

### Garnisonsstädte Hazor, Megiddo und Geser

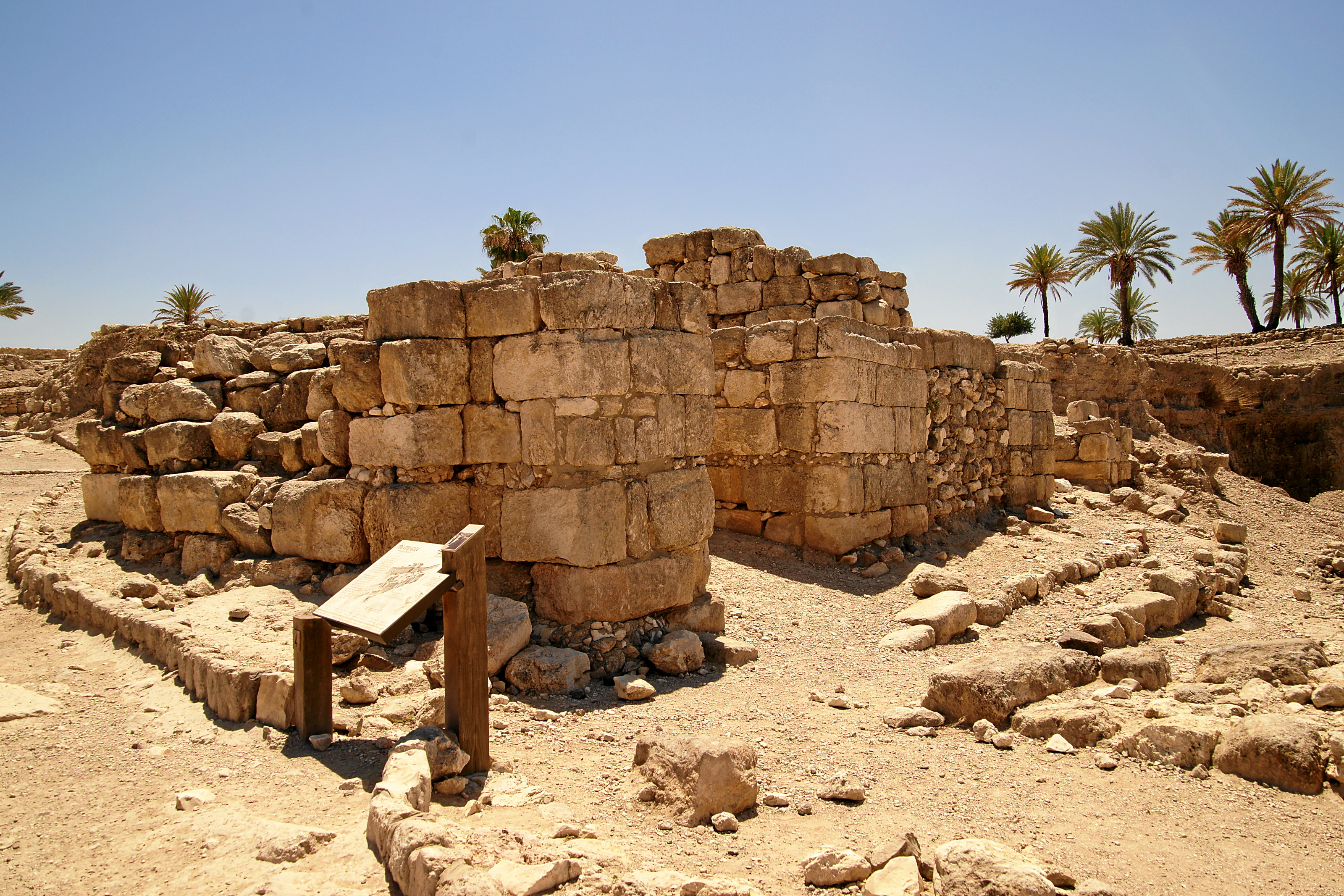
Sechskammertor in Megiddo

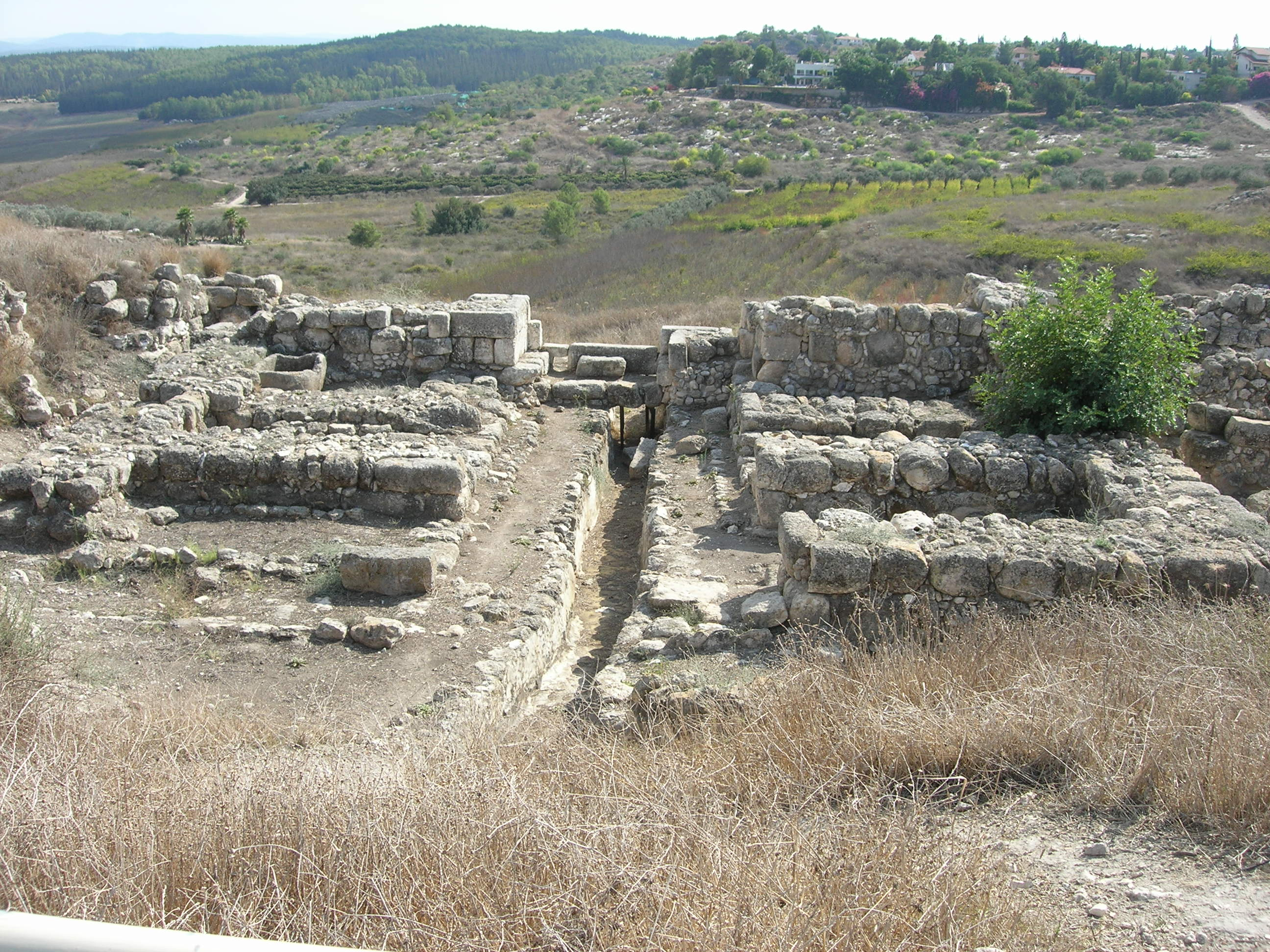
Sechskammertor in Geser

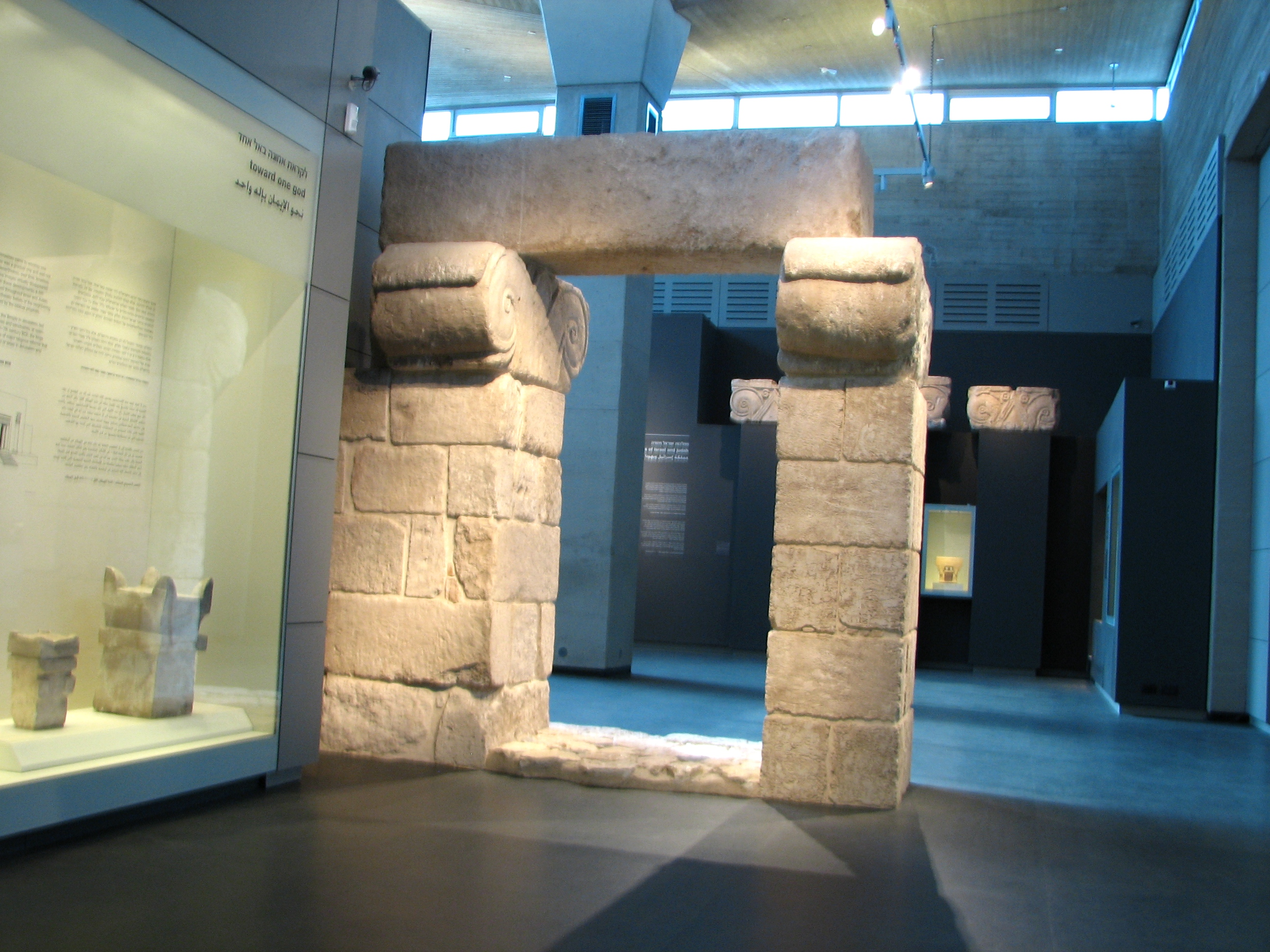
Eingang in die israelitische Zitadelle von Tel Hazor mit Volutenkapitellen (Israel Museum)

Die Notizen in 1 Kön 9,15.17  erwähnen Salomos Bautätigkeit in Hazor, Megiddo und Geser sowie in Baala (el-Muğār oder Tulul el-medbaḥˀ), Tamar (ˤĒn Ḥaṣeva) und Bet-Horon (Bēt ˀŪr et-taḥta). Archäologische Spuren haben Salomos Baumaßnahmen möglicherweise in den drei erstgenannten Orten hinterlassen, was umstritten ist. Wenn man annehmen möchte, dass Salomo von Jerusalem aus ein Großreich regierte, obwohl Jerusalem dabei nicht erkennbar ausgebaut wurde, dann muss gefolgert werden, dass Salomo diese drei strategisch wichtigen Orte, besonders Megiddo, besetzte und für seine Verwaltung des Landes nutzte.
Finkelstein zufolge erlagen seine Gegner einem Zirkelschluss: Die Keramiken und Artefakte datierten sie ins 10. Jahrhundert, weil sie den passenden Bibelvers über Salomos Bautätigkeit zur Hand hatten; Exegeten hielten das davidisch-salomonische Großreich für historische Realität, weil sie in Geser, Hazor und Megiddo die eindrucksvollen Bauten sahen, die von der Archäologie ins 10. Jahrhundert datiert worden waren. Die Zugehörigkeit von Hazor, Megiddo und Geser zum Herrschaftsbereich Salomos ist unbewiesen. „Minimalisten“ bestreiten sie.
William G. Dever, der an den Ausgrabungen in Geser beteiligt gewesen war, bekräftigte noch 2017, dass Baumaßnahmen in Hazor, Megiddo und Geser mit hinreichender Wahrscheinlichkeit („proven, beyond reasonable doubt“) auf Salomo zurückgeführt werden könnten; er verwahrte sich gegen Finkelsteins These, dass die Datierung des Sechskammertors in Geser in die Zeit Salomos aufgrund eines biblizistischen Arguments erfolgt sei, und betonte die fachlich korrekte Arbeitsweise der Archäologen. Umgekehrt warf er Finkelstein unseriöse Argumentation vor.

#### Sechskammertore
Yigael Yadin legte bei der Ausgrabung von Hazor in den 1950er Jahren ein Stadttor der Eisenzeit frei. Er erkannte, dass Stadttore des gleichen Typs (von ihm Sechskammertor benannt) von früheren Ausgräbern in Megiddo und Geser beschrieben worden waren. Yadin nahm an, Salomos Architekt habe in Jerusalem einen Bauplan für Sechskammertore entworfen, der vor Ort umgesetzt worden sei. Die Ähnlichkeit der Toranlagen ist frappant:
| Maße                       | Hazor  | Megiddo | Geser  |
| -------------------------- | ------ | ------- | ------ |
| Länge                      | 20,3 m | 20,3 m  | 19,0 m |
| Breite                     | 18,2 m | 17,5 m  | 16,2 m |
| Breite der Torpassage      | 04,2 m | 04,2 m  | 04,1 m |
| Breite zwischen den Türmen | 06,1 m | 06,5 m  | 05,5 m |

Allerdings stammt das Tor in Megiddo nicht aus der gleichen Zeit wie die Tore in Geser und Hazor. Es wurde später erbaut. Ähnliche Toranlagen, die aus nachsalomonischer Zeit stammen, gibt es auch in der Philisterstadt Aschdod, in Lachisch und weiteren Orten.

#### Palastarchitektur
Der Archäologe Simon Halama ist überzeugt, dass ab dem 10. Jahrhundert v. Chr. „monumentale Gebäude in Palästina bautechnisch durch den Gebrauch von Kalksteinquadern für die Fundamente und unteren Mauerpartien sowie durch Volutenkapitelle – wohl in Türlaibungen und auf Säulen im Eingang“ gekennzeichnet waren. In den 1960er Jahren fand Yadins Team in Megiddo Reste eines Palastes. Dieser repräsentative Bau mit einer Grundfläche von 28 m × 21 m (Palast 6000) wurde von den Ausgräbern als Sitz von Salomos Statthalter identifiziert. David Ussishkin vertrat die These, dass die biblische Beschreibung des Königspalastes in Jerusalem auf diesen Palasttyp passe. Die Identifikation dieser Bauten als Bit Hilani, einem nordsyrischen Palasttyp, ist aber wegen mangelnder architektonischer Übereinstimmungen fraglich. Die weitreichendere These der Ausgräber, dass sich hier der architektonische Einfluss von Salomos Handelspartner Hiram I. von Tyros zeige, scheitert daran, dass die syrischen Paläste frühestens im 9. Jahrhundert gebaut wurden. Finkelstein fragt polemisch: „Wie hätten Salomos Architekten einen Architekturstil übernehmen können, den es noch gar nicht gab?“

## Die Großreichshypothese aus ägyptologischer Perspektive

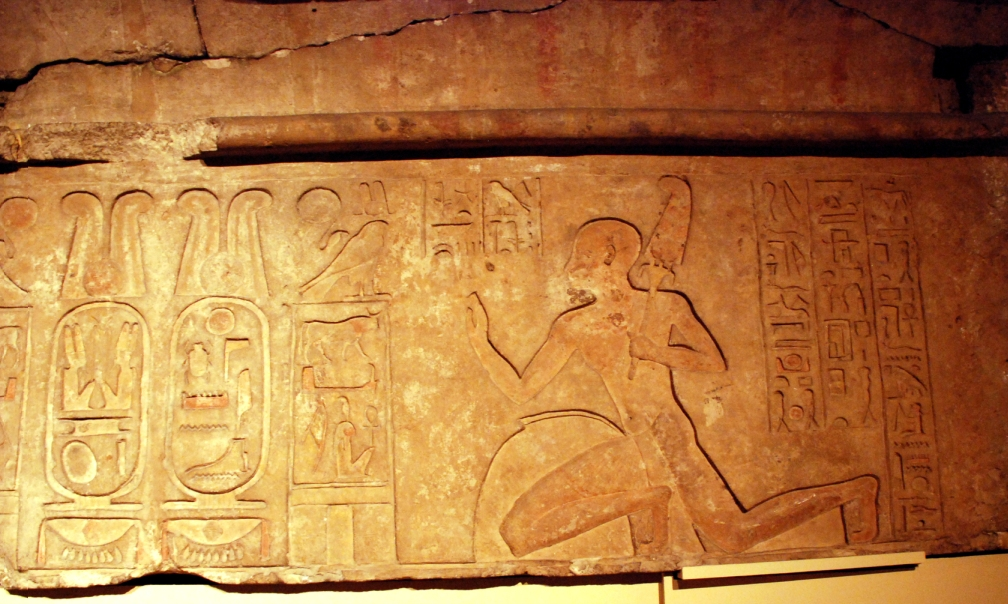
Der Beamte Ankhefenmut, 21. Dynastie, verehrt den Thronnamen des Siamun. Aus Memphis (University of Pennsylvania Museum, Philadelphia)

Als Nachbarwissenschaft ist besonders die Ägyptologie relevant, denn Palästina lag im 10. Jahrhundert v. Chr. im Einflussbereich der ägyptischen Hochkultur. Die Alt-Schule war in den 1950er Jahren an der Universität Leipzig beheimatet, wo der Fachbereich Ägyptologie von Siegfried Morenz vertreten wurde. Herbert Donner belegte Vorlesungen bei Morenz (außerdem promovierte er in Altorientalistik), Siegfried Herrmann war Morenz’ Doktorand. Nach ihrer Einschätzung machten es die zeitgleichen Schwächeperioden Ägyptens (Dritte Zwischenzeit) und Assurs möglich, dass in der Levante eine neue Großmacht entstehen konnte. Herrmann verwies dabei auch auf den Reisebericht des Wenamun. Die Großreichs-Hypothese wurde von Morenz geteilt:

„Als weder Ägypten noch eine vorderasiatische Potenz in diesem Raum wirksam war, schufen David und Salomo ihrerseits ein über Volksgrenzen hinausdrängendes absolut regiertes Großreich.“

Für die weitere Entwicklung in der Ägyptologie macht Bernd U. Schipper auf einen merkwürdigen Befund aufmerksam: Kenneth A. Kitchen, in der Großreichsfrage ein prominenter „Maximalist“, schrieb 1971 als Ägyptologe das Standardwerk The Third Intermediate Period, worin er sich mit dem Ägypten des 10. Jahrhunderts v. Chr. befasst. Kitchen lehnt die historisch-kritische Erforschung der Bibel ab und kombiniert sein Fachwissen in der Geschichte Ägyptens mit einer biblizistischen Sicht auf das Israel Davids und Salomos. Damit steht Kitchen in der Ägyptologie nach Schippers Ansicht nicht allein. Die in der Bibelexegese in jüngerer Zeit vertretenen Thesen zum Quellenwert alttestamentlicher Bücher seien in der Ägyptologie kaum rezipiert worden.

### Heirat Salomos mit einer Pharaonentochter
Bei einem Großreich sind Kontakte mit benachbarten Großreichen zu erwarten; in diesem Zusammenhang ist die Heirat Salomos mit einer Pharaonentochter auf ihren historischen Wert zu befragen (1 Kön 3,1 ; 1 Kön 7,8 ; 1 Kön 9,16–24 ). Sie wird in der älteren Bibelexegese durchweg für historisch angesehen. Auch der Ägyptologe Wolfgang Helck schrieb 1968: „Siamun war es vermutlich, der seine Tochter an Salomo von Israel verheiratete und als Mitgift das eben eroberte Gezer übergab.“
Aus neuerer ägyptologischer Sicht dagegen ist diese Verbindung unwahrscheinlich; es ist keine Heirat einer ägyptischen Prinzessin mit einem fremdländischen König bekannt. Dies entsprach nicht der Heiratspolitik der Herrscher Ägyptens. Auch die 21. Dynastie, so Schipper, habe dabei keine Ausnahme gebildet. Da die Erwähnung der Pharaonentochter erzählerisch mit der Beschreibung von Baumaßnahmen Salomos verwoben ist, erwägt Schipper, dass es in Jerusalem ein Gebäude in ägyptischem Stil gegeben haben könnte, das volkstümlich womöglich „Haus der Pharaonentochter“ hieß.

### Siamuns Eroberung von Geser
1 Kön 9,16–24  wird von Kitchen und anderen so interpretiert, dass Siamun einen Feldzug nach Palästina unternommen, die (philistäische) Stadt Geser zerstört und diese seinem Schwiegersohn Salomo anlässlich der Heirat geschenkt hätte. Neben einem Zerstörungshorizont im Philistergebiet trägt ein Relieffragment aus Tanis die Beweislast für diese These. Das Fragment zeigt Siamun, der ein Feindpaar erschlägt. Einer der Feinde hält ein Objekt in der Hand, das als Doppelaxt des ägäisch-anatolischen Typs interpretiert wird und ihn als Philister kennzeichnen soll. Schipper lehnt diese Argumentation aus zwei Gründen ab: Erstens handele es sich um den festen ikonographischen Typ des „Erschlagens der Feinde“, der Teil der Königsideologie gewesen sei und keine militärischen Aktivitäten des betreffenden Herrschers dargestellt habe. Zweitens sei das Objekt genau besehen keine Doppelaxt, sondern eher der Rand eines Schildes.

## Handelsbeziehungen und wirtschaftliche Unternehmungen Salomos
Die Diskussion um die Existenz eines Davidisch-salomonischen Großreichs dreht sich auch um die biblischen Berichte über Handels- und Wirtschaftsbeziehungen des Königs Salomo.
So lieferte nach biblischer Darstellung Hiram von Tyros das Luxusgut Zedernholz für Salomos Residenz Jerusalem (Tempel und Palast). Salomo bezahlte ihn dafür nicht nur in Naturalien, sondern trat ihm ein Gebiet in Galiläa ab (1 Kön 9,11–13 ). Diese Angabe wird oft als historisch angesehen, nach Donner war Salomo von Hiram abhängig. Hiram sei ihm überlegen gewesen: „Tyros liefert Handwerksprodukte, Edelmetalle und Technologie, Salomo hat nur landwirtschaftliche Produkte und Land zu bieten.“ Letztlich ist aber zweifelhaft, dass Galiläa überhaupt zum Herrschaftsgebiet des historischen Salomo gehörte.
Nach 1 Kön 9,26–28  gab es eine Kooperation von Tyros und Jerusalem im Fernhandel. Salomo habe eine Handelsflotte in Ezion-Geber besessen. Mit tyrischen Seeleuten bemannt, seien diese Schiffe bis nach Ophir gefahren und mit Gold beladen zurückgekehrt. Ezion-Geber wird von Wolfgang Zwickel und anderen mit Ğezīret Firāˁūn identifiziert. Dieser Ort wurde im 8. Jahrhundert v. Chr. ausgebaut, also deutlich nach der Zeit Salomos. Doch unabhängig von der Lokalisierung dieses Hafens ist es nach Bernd Schipper unwahrscheinlich, dass sich die Phönizier im 10. Jahrhundert an einer Schiffsexpedition auf dem Roten Meer beteiligt haben sollen; sie erschlossen sich diesen Handelsraum erst im 8. Jahrhundert v. Chr.
Der biblische Bericht 1 Kön 10,28–29  lässt sich so interpretieren, dass Salomo den Pferdehandel mit Ägypten und Koë (Kilikien) als Quasi-Monopol kontrolliert habe. Nach Schipper sind hier allerdings Verhältnisse des 8. Jahrhunderts in eine frühere Zeit rückprojiziert. Denn erst dadurch, dass Tiglat-Pileser III. Kilikien tributpflichtig machte, kam der Handel mit Pferden aus Koë in Gang, von dem die Assyrer profitierten.
Die Erzählung vom Besuch der Königin von Saba am Hof Salomos hat offenbar märchenhafte Züge und bleibt für eine Beurteilung der Handelspolitik Salomos außer Betracht.

## Verwaltung des Landes

### Regierung Davids
Herbert Donner nahm an, dass David nicht nur einen Staat schuf, „das erste Großreich auf dem Boden Palästinas und eines Teiles Syriens, das wir kennen“, sondern dafür auch eine leistungsfähige Verwaltung mit folgenden Kennzeichen einrichtete:
- „kluge innenpolitische Durchgliederung“
- „institutionelle Verfestigung“
- „verwaltungstechnische Ausformung“[112]

Die geeigneten Personen für diesen Beamtenapparat habe er aus dem Adel der entmachteten kanaanäischen Stadtstaaten rekrutiert. Nach Herrmann wurde aus Jerusalem ein Verwaltungszentrum, von dem zwei Listen von „Ressortbeamten“ mit militärischen, zivilen und religiösen Aufgaben überliefert seien. Nach Analyse dieses Materials (2 Sam 8 /1 Chr 18 , 2 Sam 20 ) kommt Hermann Michael Niemann zu dem Ergebnis, dass diese Personen alle in Davids Umgebung tätig waren. David hatte demnach keinen Funktionärsapparat, um das ausgedehnte Territorium seines Reichs zu verwalten. Niemann meinte, dass David durch ständige militärische Aggression nach außen diese Schwäche der Binnenstruktur überdecken konnte.
Die Grabungen in Khirbet Qeiyafa (seit 2008) erbrachten aus maximalistischer Sicht Hinweise auf eine funktionierende Verwaltung zur Zeit Davids. Der katholische Alttestamentler Christian Frevel meint aber, der Befund sei „stark umstritten“ und reiche nicht aus als Beweis „für eine ausgedehnte Herrschaft König Davids und einen voll ausgebauten Staat“.

### Regierung Salomos
Auch für die Ära Salomos konstatiert Niemann eine Binnenstruktur- und Organisationsschwäche und analysiert dann 1 Kön 4,7–19 , eine Textquelle, die Albrecht Alt als „Gauliste“ als Beleg für eine effektive Verwaltung des vermuteten salomonischen Großreichs heranzog. Es handelt sich um eine Liste von zwölf Statthaltern, Amtsleuten oder Provinzgouverneuren – je nachdem, wie man hebräisch נִצָּבִים nitsavim übersetzt. Aber der Zuschnitt ihrer jeweiligen Zuständigkeitsbereiche bleibt vage. Laut Niemann ist das kein Zufall: Salomo habe loyalen Personen der lokalen Elite ihrer Bedeutung entsprechende Regionen zugeteilt. Das Reich sei nicht in Provinzen/Gaue aufgeteilt gewesen, für die dann Spitzenbeamte benannt worden wären. Die zwölf nitsavim, so Niemann, repräsentierten den König vor Ort und festigten seinen Rückhalt im Land. Das in der „Gauliste“ beschriebene Rotationssystem zur Versorgung des Hofes erweist sich für ihn als „Schreibtisch-Produkt“, das so nie funktioniert haben könne. Es nehme weder auf das landwirtschaftliche Jahr noch auf die unterschiedliche Wirtschaftskraft der einzelnen Regionen Rücksicht.
Dietrich wendet gegen Niemann ein, diese biblische Quelle habe ein so hohes Maß an Plausibilität und historischer Kontingenz, dass ihr keine „übergroße Skepsis“ entgegengebracht werden solle. Er sieht in der Liste ein überlegtes System, mit dem ein Ausgleich zwischen kanaanäisch-städtischen und israelitisch-ländlichen Bevölkerungsteilen geschaffen worden sei.

### Epigraphische Quellen

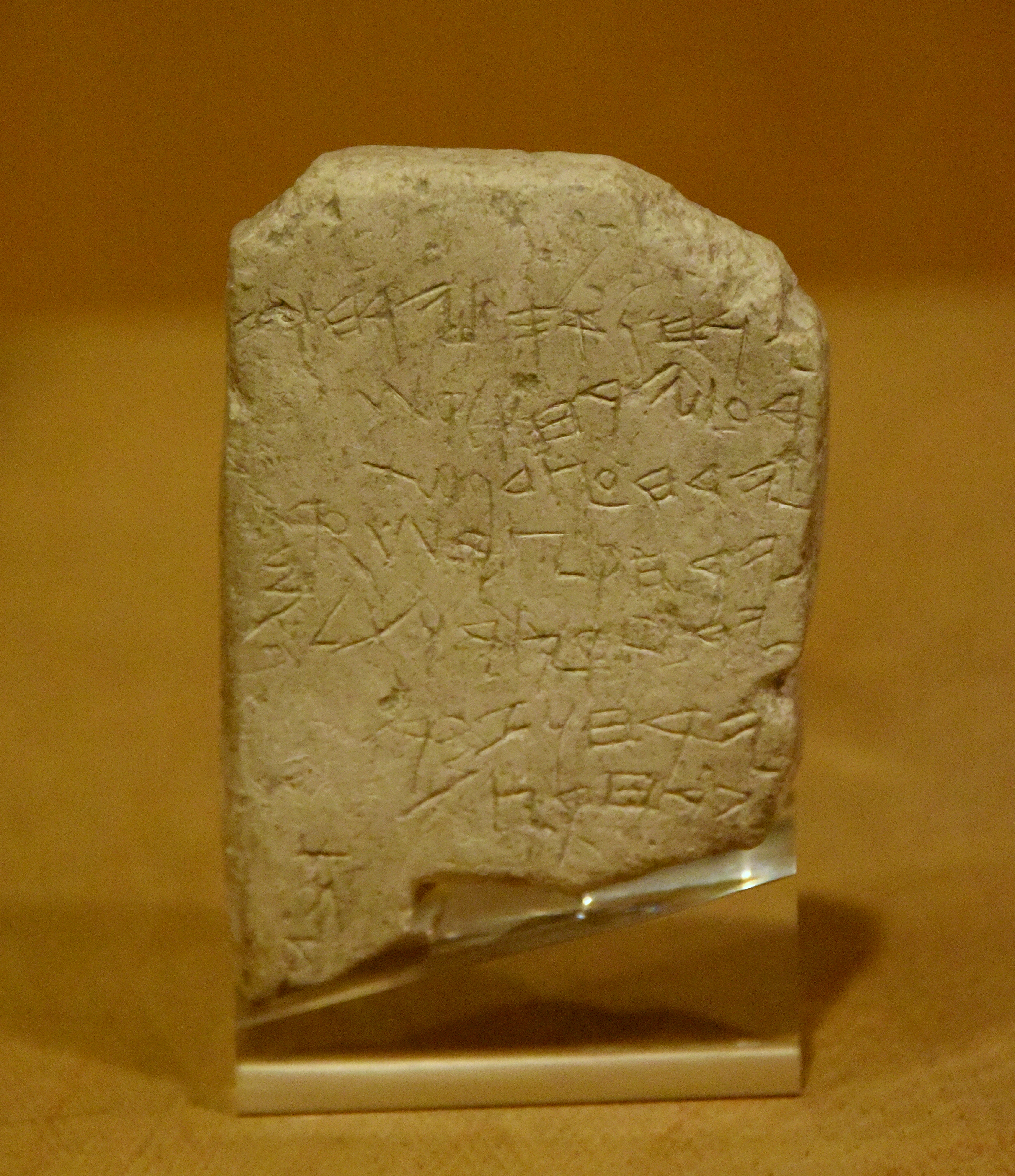
Gezer-Kalender (Archäologisches Museum Istanbul)

## „Salomonische Aufklärung“
Gerhard von Rad prägte den Begriff „Salomonische Aufklärung“. Er charakterisierte damit das Leben am Jerusalemer Hof, an dem Wissenschaften und Künste gepflegt worden seien. Damit lieferte von Rad den kulturhistorischen Hintergrund für die Entstehung literarischer Werke, die in die Hebräische Bibel eingegangen sind. Donner kann sich die Entstehung am Hof Salomos zwar sehr gut denken, hält sie aber für unbewiesen. Zurückhaltung sei geboten, der Begriff Aufklärung solle in Bezug auf das 10. Jahrhundert v. Chr. vermieden werden.